# شما: یک وسواس خطرناک
شما: یک وسوسه خطرناک (به هندی: Tum – A Dangerous Obsession) فیلمی محصول سال ۲۰۰۴ و به کارگردانی آرونا راجه است. در این فیلم بازیگرانی همچون کاران نات، مانیشا کویرالا، راجات کاپور، ناتانیا سینگ و دیپتی دریانانی نقش‌آفرینی کرده‌اند.